# José Montserrat Torrents
José Montserrat Torrents (Barcelona, 14 de agosto de 1941-Gósol, 21 de abril de 2025) (también conocido como Josep Montserrat Torrents en el ámbito catalanoparlante), fue un filósofo, historiador y escritor español, experto en gnosis, lengua copta, filosofía griega antigua y cristianismo primitivo. Es autor de numerosas publicaciones (incluyendo libros y artículos científicos) relacionadas con estos campos.

## Biografía
Se diplomó en magisterio en 1954 y obtuvo una licenciatura en filosofía en 1970. Fue sacerdote entre 1958 y 1968. Estudió patrística en la Universidad de Münster en 1965, ciencias de la religión en la Escuela de Estudios Superiores Aplicados de París (1968-70), y filosofía vedānta en la Universidad de Benarés (1981-82).
Se doctoró en teología por la Pontificia Universidad Gregoriana en 1968, y en filosofía por la Universidad de Barcelona en 1977 (con la tesis titulada El gnosticismo valentiniano dirigida por el filósofo Emilio Lledó Íñigo). Ha sido profesor de historia de la filosofía en la Universidad Autónoma de Barcelona desde 1972, de filosofía desde 1976 y de lengua copta desde 1989. Obtuvo la cátedra en 1996, y se convirtió en catedrático emérito de filosofía de esta universidad en 2002.
Ha sido profesor invitado en la Universidad Católica de Chile y en la Universidad Internacional de Venecia, y director de estudios invitado en la Escuela de Estudios Superiores Aplicados de París.
Fue secretario del III Congreso Universitario Catalán (abril de 1978), fundador y director de la Escuela de Egiptología de la Fundación Arqueológica Clos (Museo Egipcio de Barcelona) y miembro de la Association francophone de coptologie y de la International Association of Manichaean Studies.

## Actividad académica
J. Montserrat ha editado y traducido al español literatura especializada de filósofos occidentales como Epicteto y Platón, así como textos presocráticos. También trabaja con textos histórico-religiosos y textos gnósticos.

### Traducción

#### Biblioteca de Nag Hammadi
Ha formado parte del equipo de especialistas (junto a A. Piñero, F. García Bazán, F. Bermejo, A. Quevedo y F. Trevijano) que ha llevado a cabo la traducción completa de los Textos gnósticos Biblioteca de Nag Hammadi, publicados por Trotta. Los textos originales comprenden una colección de manuscritos escritos entre los siglos III y IV d. C., la mayoría de los cuales están adscritos al cristianismo gnóstico primitivo. Fueron encontrados en unas grutas cerca del pueblo de Nag Hammadi (Egipto) en 1945. El hallazgo de estos manuscritos ha supuesto uno de los descubrimientos de textos antiguos más importantes de la Edad Contemporánea.
El evangelio de María, aunque no forma parte de los manuscritos de la Biblioteca de Nag Hammadi, sino del códice de Berlín, también ha sido traducido por J. Montserrat e incluido en esta publicación.

#### Códice Tchacos
J. Montserrat también ha realizado la traducción al español del Evangelio de Judas, trabajo publicado por la editorial Edaf incluyendo análisis y comentarios. Esta traducción se ha realizado a partir del Evangelio de Judas en lengua copta, contenido en el códice Tchacos.
Este códice, descubierto cerca de Menia en la década de 1970, contiene textos gnósticos cristianos de aproximadamente el año 300 d. C.

### Jesús de Nazareth
J. Montserrat aborda la cuestión de qué sabemos históricamente sobre Jesús de Nazareth si aplicamos a la documentación de la que disponemos sobre él criterios rigurosos de la ciencia histórica, entendiendo como criterios rigurosos: primero utilizar la óptica de historiadores modernos no pertenecientes al mundo cristiano y segundo aplicar criterios generales de la historia de las religiones, en concreto, valiéndose de los estudios críticos acerca de las biografías de Buda, de Platón y de Mahoma.
Según J. Montserrat, Jesús de Nazareth fue un judío sin pretensiones políticas ni de poder, un habitante de una Galilea liberal que no necesitaba oponerse a los romanos por la sencilla razón de que no había, pero que quería cambiar las cosas desde dentro, que en cierta medida seguía el ejemplo helénico, y que fueron otros quienes politizaron su mensaje. J. Montserrat afirma que Jesús no se creía Hijo de Dios según la concepción cristiana, ni siquiera un iluminado, simplemente un buen israelita, y que, en realidad, no fundó una religión ni aportó un mensaje nuevo. Fue tras Jesús cuando grupos de Jerusalén y la diáspora lo aclamaron como el profeta esperado, y Pablo de Tarso como el Mesías.

## Obras

### Libros
- Matrimoni, divorci, separació: noves perspectives. Edicions 62, Barcelona, 1969. 221 Páginas. Traducción al español: Matrimonio, divorcio, separación: nuevas perspectivas. Editorial Península, Barcelona, 1970. 230 páginas.
- The Abandoned Spouse. Bruce, Milwaukee, 1970. 210 páginas.
- Estudios sobre Metodio de Olimpo. Eset, Vitoria, 1970. 84 páginas.
- Les eleccions episcopals en la història de l'Església. Editorial Pòrtic, Barcelona, 1972. 257 páginas. Traducción al español: Las elecciones episcopales en la historia de la Iglesia. Editorial Pòrtic, Barcelona, 1972. 288 páginas.
- Los gnósticos. Gredos, Madrid, 1983. 287 (vol. I) y 422 (vol. II) páginas. Reedición 2002.
- Las transformaciones del platonismo. Publicaciones de la Universidad Autónoma de Barcelona, 1987. 112 páginas.
- La sinagoga cristiana. El gran conflicto religioso del siglo I. Muchnik Editores, Barcelona, 1989. 349 páginas. Reedición: Trotta, Madrid, 2005.
- El desafío cristiano. Las razones del perseguidor. Anaya y Mario Muchnik, Madrid, 1992. 271 páginas.
- Platón. De la perplejidad al sistema. Editorial Ariel, Barcelona, 1995. 202 páginas.
- El barquer dels déus (novela). Publicaciones de la Universidad Autónoma de Barcelona, 2005.
- El evangelio de Judas. Edaf, Madrid, 2006.
- Jesús, el galileo armado. Historia laica de Jesús. Edaf, Madrid, 2007. Traducción al portugués: Jesus, o galileu armado, A Esfera do Caos, Lisboa, 2009.
- El maniqueísmo con F. Bermejo. Textos y fuentes. Trotta. Madrid, 2008.
- El silencio de Tácito (novela). Ediciones B, Barcelona, 2010. Ediciones B, México, 2010.
- ¿Quién mató a Jesús? La patraña del pueblo deicida. Dstoria edicions. Sabadell, 2014.
- El Camino Alto de Santiago (novela). Caligrama, 2021.

### Traducciones y ediciones de textos
- Filó d'Alexandria. La Creació del Món i altres escrits. Laia (colección Textos filosòfics), Barcelona, 1983. 195 páginas.
- Epictet: Enquiridió. Marc Aureli: Reflexions. Joan Leita, traductor; J. Montserrat, introducción y notas. Laia (serie Textos filosòfics), Barcelona, 1983. 195 páginas.
- Plató. Parmènides, Teetet. Joan Leita, traductor; J. Montserrat, introducción y notas, Laia (serie Textos filosòfics), Barcelona, 1990. 263 páginas.
- Hans Jonas, La religión gnóstica, Siruela, 2000. Prólogo de J. Montserrat Torrents.
- I. Introducción general. Exposición sobre el alma. Apócrifo de Juan. Allógenes. La hipóstasis de los arcontes. Sobre el origen del mundo. Asclepio. Enseñanxa autorizada. Platón, La República. En Antonio Piñero, José Montserrat, Francisco García Bazán, Textos gnósticos. Biblioteca de Nag Hammadi I: Tratados filosóficos y cosmológicos, Trotta, Madrid, 1997; 2º ed. 2000.
- Evangelio de María. En Antonio Piñero, José Montserrat, Francisco García Bazán, Textos gnósticos. Biblioteca de Nag Hammadi II; Evangelios, hechos, cartas. Trotta, Madrid, 2000.
- Apocalipsis de Pablo. Segundo apocalipsis de Santiago. El Pensamiento de Nuestro Gran poder. Melquisedec. Testimonio de la verdad. La interpretación del conocimiento. Antonio Piñero, José Montserrat, Francisco García Bazán, Textos gnósticos. Biblioteca de Nag Hammadi III: Apocalipsis y otros escritos. Trotta, Madrid, 2001. Edición portuguesa de los tres volúmenes: Esquilo, Lisboa, 2005.
- Plotí. Ennèades (Antologia). Traducción de Carles Garriga. Edicions 62 (Textos Filosòfics), 2006.

### Artículos científicos
- Edición de les Actas del III Congreso Universitario Catalán. Edicions 62. Barcelona, 1980.
- El universo masculino de los naasenos, Faventia, 2/1, 7-13, 1980.
- El platonismo de la doctrina valentiniana de las tres hipóstasis, Enrahonar 1, 17-31, 1981.
- Filó d'Alexandria. De la saviesa a la contemplació, Enrahonar 7/8, 103-107, 1984
- El Timeo: de la política a la ciencia a través de la imaginación, Enrahonar 12, 31-40, 1985.
- La cosmogonie du Timée et les premiers chapitres de la Génèse. Quelques lectures juives et gnostiques. Archivio di Filosofia, 53, 287-298, 1985.
- Sociologia i metafísica de la gnosi, Enrahonar, 13, 43-56, 1986.
- Origenismo i gnosis: los "perfectos" de Metodio de Olimpo. Augustinianum, 26, 89-101, 1986.
- La constitució harmònica de l'Anima del Món en el Timeu de Plató, Butlletí de la Societat Catalana de Ciències Exactes, 57-65, 1988.
- Orígenes. El Diálogo que no pudo ser. Philosophia pacis. Homenaje a Raimundo Pannikar, Símbolo Editorial, Barcelona, 409-424, 1989.
- La racionalidad matemática del universo en el Timeo. II Quinzena de Filosofia de la Ciència, páginas 15–27. Publicaciones de la Universidad Autónoma de Barcelona, 1988.
- Some epistemological notes on Greek cosmology, a MEYERSTEIN, W. (ed.) Foundations of Big Bang Cosmology, páginas 5–8. World Scientific, Singapur, 1989.
- Presència d'Egipte a la cultura hellenística. Egipte i Grècia, páginas 165-178. Fundació Caixa de Pensions, Barcelona, 1989.
- Orígenes. El diálogo que no pudo ser. Philosophia Pacis. Homenaje a Raimon Panikkar, ed. por M. Siguán, páginas 409-424. Símbolo Editorial, 1991.
- Les Pérates. Pleroma (Homenaje a Antonio Orbe), páginas 229-242, Santiago de Compostela, 1990.
- Los fundamentos filosóficos de las gnosis occidentales. La gnosis o el conocimiento de lo oculto, páginas 39-52, Universidad Complutense de Madrid, 1990.
- Evangelis gnòstics. Apòcrifs del Nou Testament, edic. por A. Puig, páginas 67-178, Edicions Proa, Barcelona, 1990.
- Apunts sobre l'essència grega de la modernitat. Enrahonar, 17, páginas 63-67, 1991.
- L'essència del cristianisme. Enrahonar 18, páginas 61-69, 1992.
- El diálogo de las culturas. Heterodoxia 18, páginas 115-121, 1992.
- El marco religioso del cristianismo primitivo (II). Reflexiones y perspectivas. Orígenes del cristianismo, ed. por A. Piñero, páginas 67-80. El Almendro, Córdoba, 1992.
- Coautor con Daniel Quesada, El factor de invención en las teorías cosmológicas. Enrahonar, 20, páginas 99-105, 1993.
- Los evangelios gnósticos. Fuentes del cristianismo. Tradiciones primitivas sobre Jesús, Ed. A. Piñero, páginas 455-475, El Almendro, Córdoba, 1993.
- L'aparença del sentit. El problema de la realitat, ed. X. Antich, páginas 88-91. Barcelona, 1995.
- Hipàtia, matemàtica i doblement gentil. Quaderns. Observatori de la Comunicació Científica, 1, páginas 50-52, 1995.
- Sociologie et métaphysique de la gnose. Heresis, 23, páginas 57-73, 1995.
- La gnosis. Enciclopedia Iberoamericana de Filosofía. Vol. 14: Historia de la filosofía Antigua, páginas 363-384, Madrid, Trotta, 1997.
- Rationale, reale, apparens. Enrahonar. Número Extraordinari. Segundo Congreso Internacional de Ontología, páginas 333-338. Universidad Autónoma de Barcelona, 1999.
- Plató, entre la veritat i el mite. La mitologia. II Curs de Pensament i Cultura Clàssica". Universidad de las Islas Baleares, 69-76, 1999.
- Methodius of Olympus, Symposium III 4-8: An Interpretation. Studia Patristica, XIII. Proceedings of the VI International Conference On Patristic Studies, Oxford, 1971, ed. por E. Livingstone, páginas 239-243, Akademie Verlag, Berlin, 1975.
- La notice d'Hippolyte sur les Naassènes. Studia Patristica XVII, Proceedings of the VIII International Conference On Patristic Studies, Oxford, 1979 ed. por E. Livingstone, páginas. 231-242. Pergamon Press, Oxford, 1983.
- La philosophie du Livre de Baruch de Justin. Studia Patristica XVIII, Proceedings of the IX International Conference On Patristic Studies, Oxford, 1983, ed. por E. Livingstone, páginas 253-261. Cistercian Press, Kalamazoo y Oxford, 1985.
- Plato's Philosophy of Science and Trinitarian Theology. Studia Patristica XX, Proceedings of the X International Conference on Patristic Studies, Oxford, 1987, ed. por E. Livingstone, páginas 102-118. Peeters, Lovaina, 1989.
- La notice d'Hippolyte sur les Séthiens. Studia Patristica XXIV, Proceedings of the XI International Conference on Patristic Studies, Oxford, 1991, ed. por E. Livingstone, páginas 390-398. Peeters, Lovaina, 1993.
- The Social and Cultural Setting of the Nag Hammadi Library. Studia Patristica, Proceedings of the XII International Conference on Patristic Studies, Oxford, 1995, ed. por E. Livingstone, Peeters, Lovaina, 1997.
- Un'omelia copta della Biblioteca Marciana. Miscellanea Marciana XVII, páginas 97-117, 2002.
- Le débordement (pors) des ténèbres corporelles sur la lumière corporelle selon Mani. Études coptes IX. (Cahiers de la Bibliothèque copte 14) París, páginas 305-309, 2006.
- L'ascension de l'âme dans l'Évangile de Judas (45,24 - 47,1), Apocrypha 20, 229-237, 2009.
- Jésus, Judas et les justes, Catorzième journée d'études coptes, Lovaina, 2011.

## Colaboraciones en medios de comunicación
J. Montserrat ha trabajado como periodista para varias revistas y emisoras de radio, principalmente españolas: Radio Nacional de España (1955–1963), TVE Miramar (1958–1962),  Gaceta Ilustrada, La Vanguardia, La Croix (París), Tele/eXprés (1965–1966), Destino (1977), Diario de Barcelona (1977–1978) y El Observador de la Actualidad.
Además es invitado a programas temáticos de radio y televisión que tratan cuestiones relacionadas con sus campos de trabajo.